# Грант, Джон (писатель)
Джон Грант (John Grant, наст. имя Paul Barnett, псевдоним — Eve Devereux; 22 ноября 1949[…], Абердин — 3 февраля 2020) — британский писатель и редактор. Автор около 70 книг, из которых порядка 25 — художественные; соредактор «The Encyclopedia of Fantasy».
Лауреат премии «Хьюго» (дважды), Всемирной премии фэнтези, премии «Локус», Chesley Award.
Дебютировал произведением «When All Else Fails», вышедшим в антологии Maxim Jakubowski «Lands of Never» (1983).
С 1999 проживал в Нью-Джерси (США).